# Boston Opera House (1909)
Il Boston Opera House (BOC) era un teatro dell'opera situato in Huntington Avenue a Boston, nel Massachusetts. Aperto nel 1909 come sede della Boston Opera Company, fu demolito nel 1958 dopo anni di inutilizzo. La Speare Hall, un dormitorio della Northeastern University, si trova ora sul sito all'angolo tra Piazza dell'Opera e Huntington Avenue.

## Storia

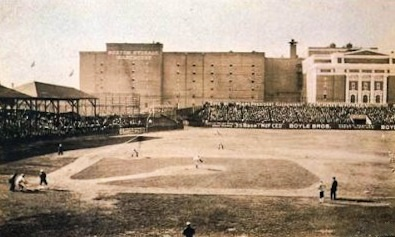
Huntington Avenue Grounds, sede dei Red Sox dal 1901 al 1911, con l'Opera House visibile in alto a destra

### Costruzione
Progettata dagli architetti di Boston Wheelwright e Haven, la costruzione della Boston Opera House iniziò nel 1901, ma a causa di difficoltà finanziarie il completamento del teatro dell'opera fu ritardato.
Alla fine il milionario bostoniano Eben Jordan Jr. si fece avanti nel 1908 per fornire i fondi per completare l'edificio e una sede alla neonata Boston Opera Company (BOC), sotto la guida dell'impresario Henry Russell.
Guido Nincheri provvide alla decorazione degli interni per il teatro, che si trovava a due isolati dalla Boston Symphony Hall e a un isolato dal New England Conservatory of Music.

### Apertura
Il teatro dell'opera aprì ufficialmente l'8 novembre 1909 con una rappresentazione de La Gioconda del BOC. La produzione chiamò come protagonista Lillian Nordica e ingaggiò Louise Homer nel ruolo della Cieca. Alla sua apertura il teatro fu descritto come un "perfetto portagioie di un teatro dell'opera". Fu la sede del BOC durante i sei anni di attività della compagnia. Russell fu direttore per tutta la sua breve durata e Arnaldo Conti ne fu il direttore dal 1909 al 1913. Dopo che il BOC fallì nel 1915, la sede fu utilizzata da altre compagnie d'opera locali, nonché dal Metropolitan Opera per le sue visite regolari.

### Il fallimento
Durante la Grande depressione e la Seconda guerra mondiale il Teatro dell'Opera cadde in disuso e in rovina.
Nel 1957 l'Autorità di riqualificazione di Boston, agendo per conto degli Amministratori della Northeastern University, lo dichiarò non sicuro e ne previde la demolizione. La comunità operistica locale dimostrò e presentò una petizione al BRA (Boston Redevelopment Authority) di risparmiare il loro unico locale, ma l'ordine rimase. L'edificio, di solida costruzione, fu sventrato nel 1958, ma si rivelò difficile da demolire. Due compagnie di demolizione si arresero per la frustrazione, poiché il teatro dell'opera resistette a tutti i loro sforzi. Solo dopo l'arrivo di una nuova e più grande gru da demolizione, le mura caddero.
Un mattone salvato dal teatro demolito dal noto annunciatore del  WGBH-FM. Ron Della Chiesa è conservato negli archivi del teatro presso la Northeastern University. I piani archiviati per il Teatro dell'Opera possono essere visualizzati e copiati richiedendo un appuntamento con il Dipartimento di Strutture o Pianificazione dello Spazio e Design della Northeastern University.